# Etymologiae

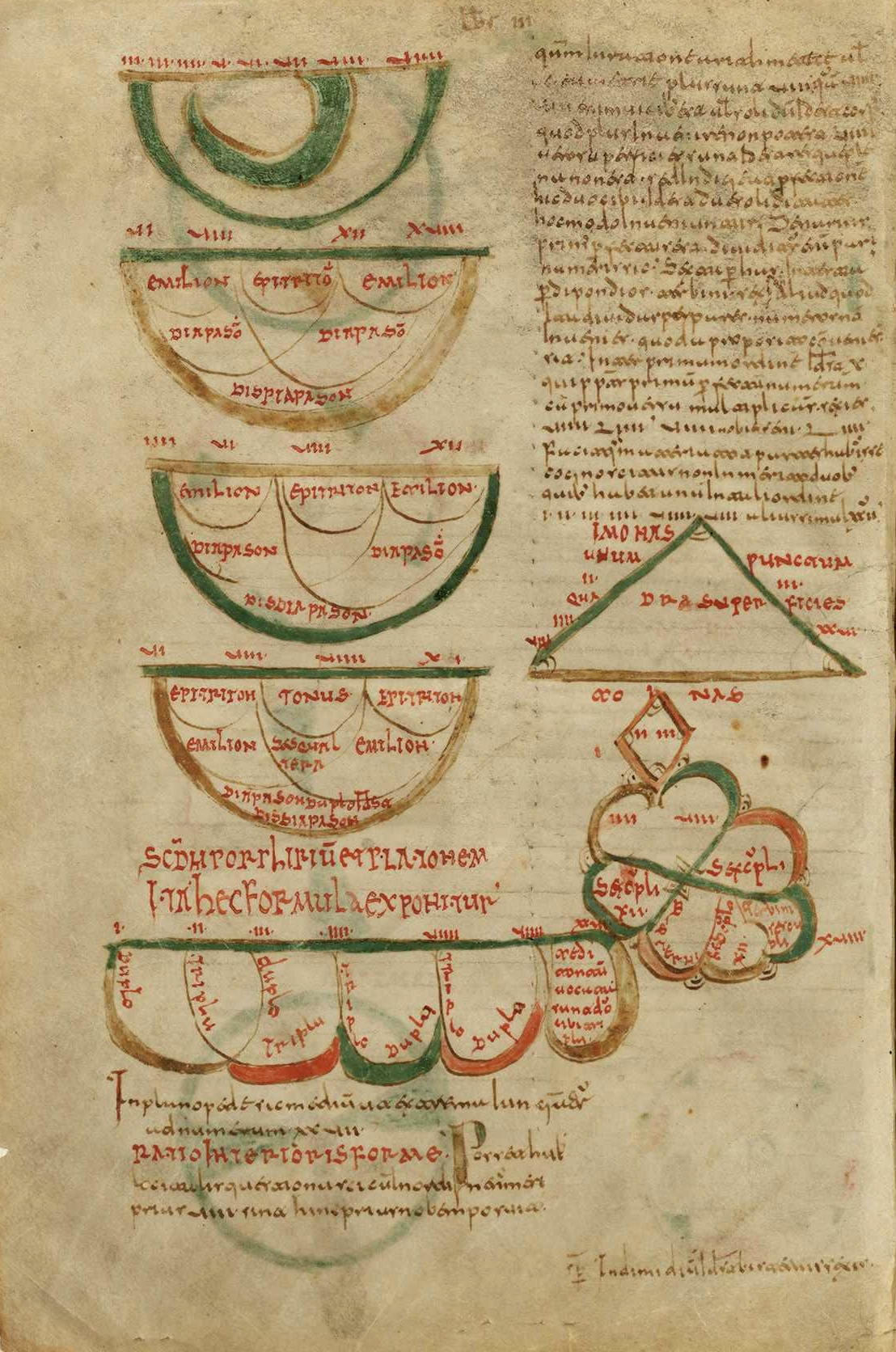
Foli 26v miniat a tintes vermella, groga, negra i verd del Còdex toledà

Etimologies (Etymologiae o Originum sive etymologiarum libri viginti) és l'obra més coneguda d'Isidor de Sevilla. Pren el seu nom del procediment d'ensenyament que utilitza: explicar l'etimologia de cada paraula relacionada amb el tema, moltes vegades de forma alguna cosa forçada i pintoresca. El títol també pot provenir de la matèria de la qual tracta un dels vint llibres dels quals es compon l'obra (concretament el dècim). Va ser escrita per Isidor poc abans de la seva mort, en la plena maduresa (627–630), a petició de Brauli, bisbe de Saragossa.
Es tracta d'una immensa compilació en la qual s'emmagatzema, sistematitza i condensa tot el coneixement del seu temps. Al llarg de gran part de l'Edat Mitjana va ser el text més usat en les institucions educatives. També va ser molt llegit durant el Renaixement (almenys deu edicions van ser impreses entre 1470 i 1530). Gràcies a aquesta obra, es va fer possible la conservació de la cultura romana i la seva transmissió a l'Espanya visigoda.
Aquesta recopilació de la cultura clàssica va ser tan benvolguda, que en gran manera va substituir l'ús de les obres dels clàssics que el seu saber recull, de manera que moltes van deixar de ser copiades i estan perdudes, com per exemple les obres del gran erudit romà Marc Terenci Varró Sant Isidor va posseir un gran coneixement dels poetes grecs i llatins. Entre tots, cita cent cinquanta-quatre autors. Molts d'ells els havia llegit en els textos originals i uns altres en les compilacions en ús per a la seva època.

## El treball de SantIsidor
Pel que fa a l'estil de l'obra, és concís i clar, i quant a la seva ordre, admirable. Brauli, a qui Isidor la va enviar per a la seva correcció, i a qui la va dedicar,
Sant Isidor deu molt a les traduccions del grec de Boeci Celi Aurelià, traductor llatí i intèrpret d'autors grecs entre els quals destaquen Asclepíades Bitini i Sorà d'Efes el Jove, és la font principal de la part del quart llibre que es dedica a la medicina. Lactanci és l'autor més extensament citat en el llibre onzè, dedicat a l'home. Els llibres dotzè, dècim tercer i desena cambra es basen en els escrits de Plini el Vell i Gai Juli Solí El pla general de l'obra sembla haver-se basat en els Prata de Suetoni, avui perduts (es tractava d'una història natural).
La difusió i influència de les Etimologies va ser enorme i el seu autor va merèixer l'admiració d'intel·lectuals de la talla de Beda el Venerable o Tomàs d'Aquino Dante Alighieri, en la seva Divina Comèdia escrita al segle xiv, ho va incloure en la quarta esfera del Paradís, com un dels dotze savis de l'Església: Vedi oltre fiammeggiar l'ardente spiro d'Isidor, di Beda e di Riccardo (cant X, 130-131).
Malgrat la condició de bisbe de sant Isidor, la seva obra conté abundant informació sobre el ja extingit món pagà, sobre els seus déus i costums, sense eliminar-los per la seva condició poc d'acord amb els principis cristians, la qual cosa dona encara més valor a la compilació realitzada per Isidor.

## Contingut
La divideix en vint llibres. Els tres primers llibres introdueixen el trivium i el quadrivium.Tot el primer llibre està dedicat a la gramàtica, inclosa la mètrica. Imitant l'exemple de Cassiodor i Boeci va preservar la tradició lògica de l'escola reservant el segon llibre per a la retòrica i la dialèctica, i el tercer per a les matemàtiques.

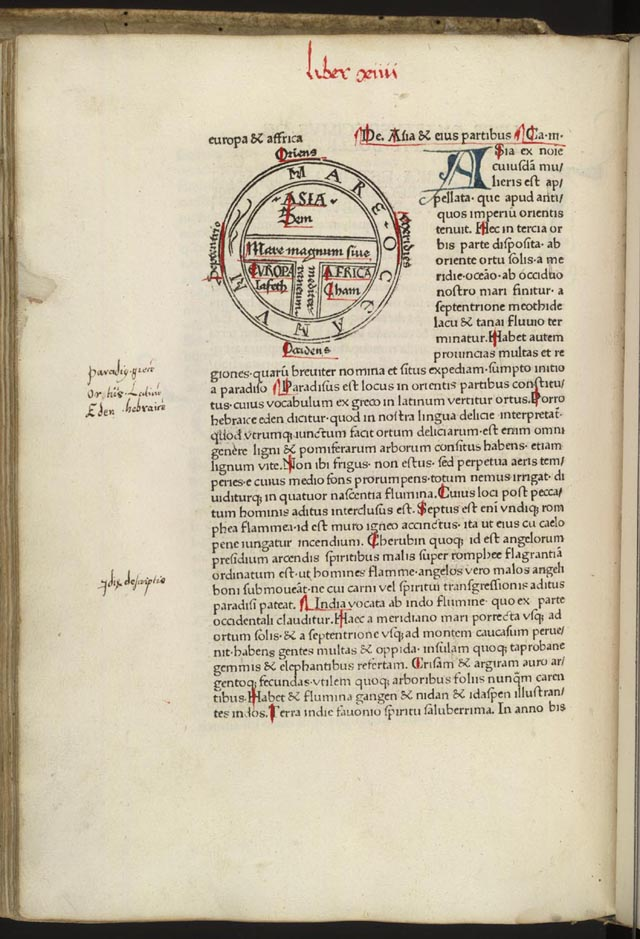
Primera edició impresa. Incunable (Augsburg, Guntherus Ziner, 1472). Títol de la pàgina del capítol 14 (De terra et partibus), amb mapa de T en O.

| Llibre | Títol llatí                                                   | Equivalent en català                                                                             |
| ------ | ------------------------------------------------------------- | ------------------------------------------------------------------------------------------------ |
| I      | Trivium: de grammatica                                        | Trivium: la gramàtica (inclosa la mètrica)                                                       |
| II     | Trivium: de rhetorica et dialectica                           | Trivium: la retòrica i la dialèctica                                                             |
| III    | Quadrivium: de quattuor disciplinis mathematicis              | Quadrivium: les matemàtiques, geometria, música, i astronomia                                    |
| IV     | de medicina                                                   | La medicina i les biblioteques                                                                   |
| V      | de legibus et temporibus                                      | El dret i la cronologia                                                                          |
| VI     | de libris et officiis ecclesiasticis                          | Llibres eclesiàstics i els oficis                                                                |
| VII    | de deo, angelis et sanctis                                    | Déu, els àngels i els sants: jerarquies del Cel i la Terra                                       |
| VIII   | de ecclesia et sectis                                         | L'Església i les heretgies (de les més modernes del seu temps en cita no menys de seixanta-vuit) |
| IX     | de linguis, gentibus, regnis, militia, civibus, affinitatibus | El llenguatge, els pobles, els Regnes, les ciutats, i els títols oficials                        |
| X      | de vocabulis                                                  | Les etimologies                                                                                  |
| XI     | de hominibus et portentis                                     | L'home i els monstres                                                                            |
| XII    | de animalibus                                                 | Les bèsties i els ocells                                                                         |
| XIII   | de mundo et partibus                                          | Cosmografia: El món i les seves parts                                                            |
| XIV    | de terra et partibus                                          | Geografia física                                                                                 |
| XV     | de aedificiis et agris                                        | Arquitectura i topografia: els edificis públics i les avingudes                                  |
| XVI    | de lapidibus et metallis                                      | Mineralogia i metal·lúrgia: les pedres i els metalls                                             |
| XVII   | de rebus rusticis                                             | Agricultura                                                                                      |
| XVIII  | de bello et ludis                                             | Terminologia de la guerra, la jurisprudència i els jocs públics                                  |
| XIX    | de navibus, aedificiis et vestibus                            | Els vaixells, les cases i els vestits                                                            |
| XX     | de domo et instrumentis domesticis                            | Les provisions, utensilis domèstics, agrícoles i els mobiliaris                                  |